# An Giang (provincie)
An Giang is een provincie in Vietnam en heeft de grootste bevolking van de regio rond de Mekong-delta, in het zuiden van het land.
Een deel van An Giang is gelegen in de Long Xuyên-vierhoek.
De provincie grenst aan Cambodja in het noordwesten, grenzend aan Kiên Giang in het zuidwesten, ten zuiden aan de stad Can Tho en ten oosten aan de provincie Dong Thap.

## Bevolking
In de volkstelling van april 2019 werden er 1.908.352 inwoners in de provincie An Giang geregistreerd. Dit waren 234.257 personen (-11%) minder 2.142.709 inwoners bij de volkstelling in 2009. De gemiddelde jaarlijkse bevolkingsgroei komt hiermee uit op -1,1%. 
Van de bevolking woont 31,6% in steden en 68,4% in dorpen op het platteland.

## Districten
- Châu Đốc (stad)
- An Phú, Châu Phú, Châu Thành, Chợ Mới, Long Xuyên, Phú Tân, Tân Châu, Thoại Sơn, Tịnh Biên en Tri Tôn.

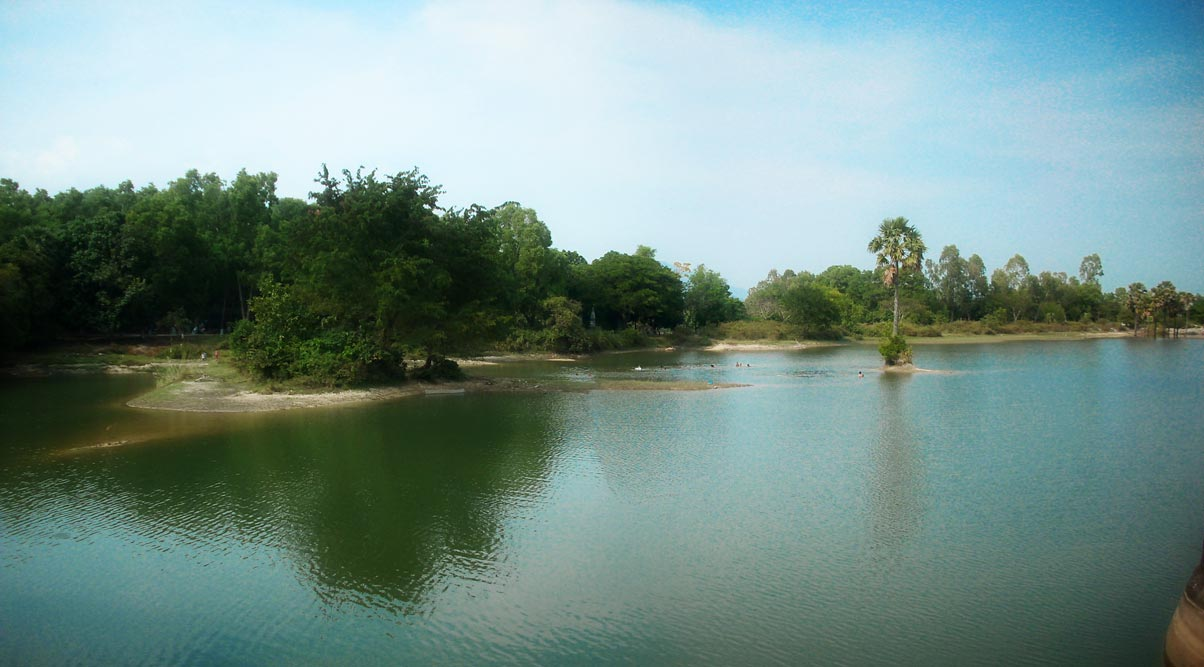
Een meer in An Giang